# 記憶の影/遊びにいこう!
『記憶の影/遊びにいこう!』（きおくのかげ/あそびにいこう!）及び、『遊びにいこう!/記憶の影』(あそびにいこう!/きおくのかげ)は、2016年11月2日にEpic Records Japanから発売されたDEENの45枚目のシングル。

## 解説
シングルとしては、「ずっと伝えたかった I love you」より約1年ぶりとなる。
DEEN盤と、KYADEEN盤の2種類の初回限定盤、通常盤の3種類の形態で発売され、それぞれの違いは曲順や収録曲、DVDの収録内容が異なる事である(通常盤はCDのみ)。
「遊びにいこう!」はお笑いコンビキャイ〜ンとのコラボレーションとなっており、作詞などで共同製作が行われたり、ビデオクリップで共演したりしている。
「遊びにいこう!」について池森は「これまでのDEENの作品の中でも群を抜いてエンターテインメント性の強い、まさしく皆さんを夢の世界へお連れ出来るような作品が完成しました。天野さんとで共作した歌詞も、奥深い内容に仕上がっておりますので、是非とも男同士のデュエット曲として、カラオケで歌ってほしい曲ですね。」とコメントしている。
天野ひろゆきは本作について「どのようなシチュエーションであっても楽しんで頂けるような楽曲が出来上がりました。夏休みにどこへも遊びに行けなかったとしても、外に出るだけで旅であり、海外に行くだけが旅ではありません。」とコメントしている。
ウド鈴木は、「30年前のバンドブームの頃に、サックスに憧れていた自分が、このコラボレーションでエアーサックスを担当できた事を嬉しく思います。」と語った。

## 収録曲

### 初回限定盤 DEEN盤

#### CD
1. 記憶の影
作詞：池森秀一/作曲：山根公路/編曲：古井弘人
2. 遊びにいこう!
作詞：池森秀一・天野ひろゆき/作曲：山根公路/編曲：篠崎裕
3. 記憶の影 off vocal version
4. 遊びにいこう！ off vocal version

#### DVD
1. 池森秀一 ぶら散歩 Vol.2 〜ワイン篇〜

### 初回限定盤 KYADEEN盤

#### CD
1. 遊びにいこう!
作詞：池森秀一・天野ひろゆき/作曲：山根公路/編曲：篠崎裕
2. 記憶の影
作詞：池森秀一/作曲：山根公路/編曲：古井弘人
3. 遊びにいこう！ off vocal version
4. 遊びにいこう！ DEEN off vocal version
5. 遊びにいこう！ KYAEEN off vocal version
6. 記憶の影 off vocal version

### 通常盤 CD
1. 記憶の影
作詞：池森秀一/作曲：山根公路/編曲：古井弘人
2. 遊びにいこう!
作詞：池森秀一・天野ひろゆき/作曲：山根公路/編曲：篠崎裕
3. Let’s Show Time!
作詞：池森秀一/作曲：田川伸治
ボーナストラック